# 出岡大輝
出岡 大輝（でおか だいき、1994年8月16日 - ）は、大阪府出身のサッカー選手。ポジションはミッドフィールダー（MF）。

## 来歴
ガンバ大阪の下部組織出身で、3年生になるとプリンスリーグ関西1部で19得点をあげて得点王となった。しかし、トップチームには昇格することができずに、関西学院大学に進学し、サッカー部に所属した。
関西学院大学では1年からベンチ入りし、2年生になるとボランチに転向した。3年生になるとトップ下に定着し、呉屋大翔ともに活躍し、全日本大学サッカー選手権の決勝戦ではハットトリックを決めて2冠に貢献した。4年生になるとフォワードとしてプレーし、関西学生サッカーリーグで得点王に輝いた。
2017年よりザスパクサツ群馬に加入。2018年8月13日、藤枝MYFCへ期限付き移籍により加入した。
2019年1月、藤枝MYFCに完全移籍。
2019年で藤枝MYFCとの契約が満了となり、2020年2月に鈴鹿ポイントゲッターズに移籍。
2021年、鈴鹿ポイントゲッターズを退団。
2022年5月24日、FC徳島への加入が発表された。

## 所属クラブ
- アバンティ関西
- ガンバ大阪ジュニアユース
- ガンバ大阪ユース（大阪府立北淀高等学校）
- 関西学院大学
- 2017年 - 2018年 ザスパクサツ群馬
  - 2018年8月 - 同年12月 藤枝MYFC (期限付き移籍)
- 2019年 藤枝MYFC
- 2020年 - 2021年 鈴鹿ポイントゲッターズ
- 2022年5月 - FC徳島

## 個人成績
| 国内大会個人成績 | 国内大会個人成績 | 国内大会個人成績 | 国内大会個人成績 | 国内大会個人成績 | 国内大会個人成績 | 国内大会個人成績 | 国内大会個人成績 | 国内大会個人成績 | 国内大会個人成績 | 国内大会個人成績 | 国内大会個人成績 |
| 年度             | クラブ           | 背番号           | リーグ           | リーグ戦         | リーグ戦         | リーグ杯         | リーグ杯         | オープン杯       | オープン杯       | 期間通算         | 期間通算         |
| 年度             | クラブ           | 背番号           | リーグ           | 出場             | 得点             | 出場             | 得点             | 出場             | 得点             | 出場             | 得点             |
| 日本             | 日本             | 日本             | 日本             | リーグ戦         | リーグ戦         | リーグ杯         | リーグ杯         | 天皇杯           | 天皇杯           | 期間通算         | 期間通算         |
| ---------------- | ---------------- | ---------------- | ---------------- | ---------------- | ---------------- | ---------------- | ---------------- | ---------------- | ---------------- | ---------------- | ---------------- |
| 2014             | 関学大           | -                | -                | -                | -                | -                | -                | 3                | 1                | 3                | 1                |
| 2015             | 関学大           | -                | -                | -                | -                | -                | -                | 1                | 0                | 1                | 0                |
| 2016             | 関学大           | -                | -                | -                | -                | -                | -                | 2                | 0                | 2                | 0                |
| 2017             | 群馬             | 27               | J2               | 14               | 0                | -                | -                | 2                | 0                | 16               | 0                |
| 2018             | 群馬             | 26               | J3               | 0                | 0                | -                | -                | 0                | 0                | 0                | 0                |
| 2018             | 藤枝             | 34               | J3               | 6                | 0                | -                | -                | -                | -                | 6                | 0                |
| 2019             | 藤枝             | 27               | J3               | 4                | 0                | -                | -                | -                | -                | 4                | 0                |
| 2020             | 鈴鹿             | 25               | JFL              | 11               | 0                | -                | -                | 1                | 0                | 12               | 0                |
| 2021             | 鈴鹿             | 25               | JFL              | 15               | 0                | -                | -                | 0                | 0                | 15               | 0                |
| 2022             | FC徳島           | 30               | 四国             |                  |                  | -                | -                | -                | -                |                  |                  |
| 通算             | 日本             | 日本             | J2               | 14               | 0                | -                | -                | 2                | 0                | 16               | 0                |
| 通算             | 日本             | 日本             | J3               | 10               | 0                | -                | -                | -                | -                | 10               | 0                |
| 通算             | 日本             | 日本             | JFL              | 26               | 0                | -                | -                | 1                | 0                | 27               | 0                |
| 通算             | 日本             | 日本             | 四国             |                  |                  | -                | -                | -                | -                |                  |                  |
| 通算             | 日本             | 日本             | 他               | -                | -                | -                | -                | 6                | 1                | 6                | 1                |
| 総通算           | 総通算           | 総通算           | 総通算           | 50               | 0                | -                | -                | 9                | 1                | 59               | 1                |

- Jリーグ初出場 - 2017年3月4日 J2第2節 湘南ベルマーレ戦 (BMWス)

## タイトル

### チーム
ガンバ大阪ユース
- 高円宮杯U-18プリンスリーグ関西：1回（2012年）

関西学院大学
- 総理大臣杯全日本大学サッカートーナメント：1回（2015年）
- 全日本大学サッカー選手権大会：1回（2015年）
- 関西学生サッカーリーグ：1回（2015年）
- 兵庫県サッカー選手権大会：4回（2013年、2014年、2015年、2016年）

ザスパクサツ群馬
- 群馬県サッカー協会長杯サッカー大会：1回（2018年）

鈴鹿ポイントゲッターズ
- 三重県サッカー選手権大会：2回（2020年、2021年）

### 個人
- 高円宮杯U-18プリンスリーグ関西・得点王（2012年）
- 高円宮杯U-18プリンスリーグ関西・MVP（2012年）
- デンソーカップサッカー・最優秀選手（2016年）
- 関西学生サッカーリーグ・得点王（2016年）
- 関西学生サッカーリーグ・ベストイレブン（2016年）

## 代表歴
- 関西学生選抜
  - デンソーカップサッカー（2014年）
- 全日本大学選抜
  - デンソーカップサッカー（2016年）